# Гностичка јеванђеља (књига)
Гностичка јеванђеља (енгл. The Gnostic Gospels) назив је књиге о гностицизму и раном хришћанству америчке историчарке Елејн Пејгелс. Објављена је 1979. У њој Пејгелс на основу изучавања различитих текстова, пре свега гностичких преписа пронађених у Наг Хамадију, реконструише сукоб у пракси и теолошким ставовима између гностичког и црквеног хришћанства. Неке од тих разлика су: инсистирање гностика да Христово васкрсење треба схватити симболично, одбијање црквене хијерархије, инсистирање на тежњи ка самоспознаји током живота уместо слепог повиновања догми, концепција женског аспекта Бога, једнакост полова у обављању религијских ритуала, инсистирање да је ниже божанство створило материјални свет а не Бог, итд. Ауторка у књизи посебно инсистира на сагледавању политичких мотива који су водили црквену организацију при њиховој борби против гностичке струје.
Књига је била позитивно примљена од стране академске заједнице и читалаца, поставши бестселер у години издања. Награђена је Националном наградом америчких критичара. На крају двадесетог века нашла се на списку 100 најбољих публицистичких књига издавачке куће Модерна библиотека (Modern Library). На српском језику је објављена 2006. у преводу Зорана Миндеровића.